# Niels Rosing Bull
Niels Rosing Bull (* 9. September 1760 in Kristiansund; † 9. Dezember 1841 in Aarhus, Dänemark) war ein norwegischer Beamter und Inspektor in Grönland.

## Leben

### Frühes Leben
Niels Rosing Bull wurde als Sohn des Propsts Jens Lemvig Bull (1727–1799) und seiner Frau Anna Johanna Grøn (1731–1796) in der Hafenstadt Kristiansund geboren. Sein Vater war zu diesem Zeitpunkt Kaplan in Grip. Das Dorf lag auf einer abgelegenen Inselgruppe 14 km nördlich der Stadt, gehörte aber zur Kirchengemeinde von Kvernes 12 km südlich von Kristiansund. Die Familie Bull lässt sich bis ins 16. Jahrhundert zurückzufolgen und war angeblich ursprünglich ein englisches Adelsgeschlecht, das sich in Dänemark niedergelassen hatte. Der Stammvater Jens Andersen Bull zog nach Norwegen und gründete dort die Familie. Er wurde anfangs von seinem Vater unterrichtet, der später Pastor in Kvernes wurde.
Später besuchte er die Kriegsschule, um eine militärische Karriere einzuschlagen. Am 14. August 1782 wurde er zum Sekondleutnant à la suite ernannt und am 17. März 1786 zum Wirklichen Sekondleutnant. Am 30. März 1787 wurde er zum Premierleutnant befördert. 1788 nahm er am Preiselbeerkrieg gegen Schweden teil, wobei er vom Pferd fiel und sich an der Hüfte verletzte. Diese Verletzung bedingte, dass Bull am 5. Juni 1789 seine Militärkarriere im Range eines Kapitäns beenden musste.
Trotz eines Empfehlungsschreibens seines Generals gelang es ihm anschließend nicht eine Anstellung zu finden. Er bewarb sich zweimal als Zollbeamter in Tromsø und als Vogt in Idd und Marker an der Grenze zu Schweden südöstlich von Oslo. Er bewarb sich auch als Nachfolger des ehemaligen Inspektors von Südgrönland Bendt Olrik, der kurz nach Amtsantritt als Gouverneur der dänischen Kolonie im heutigen Ghana gestorben war.

### Zeit als Inspektor
1796 reichte der nordgrönländische Inspektor Børge Johan Schultz seinen Rücktritt ein. Der südgrönländische Inspektor Claus Bendeke sollte sein Nachfolger werden, sodass die Stelle des Inspektors in Südgrönland frei wurde. Niels Rosing Bull bewarb sich und erhielt die Stelle. Hierfür bedurfte es einer Ausnahmegenehmigung, da er das seit 1790 vorgeschriebene juristische Examen nicht abgelegt hatte. Am 25. Mai 1796 wurde er offiziell zum Inspektor von Südgrönland ernannt und machte sich auf die Reise nach Grönland. Als er in Nuuk ankam, musste er feststellen, dass Schultz freiwillig ein weiteres Jahr im Amt blieb und somit auch Bendeke nicht nach Nordgrönland wechseln konnte. Niels Rosing Bull wohnte von daher bei Bendeke, diente ihm als Assistent und ließ sich anlernen, bevor er das Amt am 1. Juni 1797 übernehmen konnte.
Kurz darauf reiste seine Verlobte Else Sophia von Meldal (1769–1813) nach Grönland und das Paar wurde am 26. Juli 1797 in Sisimiut verheiratet. Sie war die Tochter des Oberstleutnants Johan Michael Meldal (1734–1798) und seiner Frau Else Margrethe Hammond (1733–1801). Die Mutter war die Cousine von Johan Christopher Hammond, der in den 1700er Jahren Kolonialverwalter in Uummannaq gewesen war, und Stammvater der grönländischen Familie Hammond ist. Das Ehepaar bekam vermutlich vier Kinder in Grönland: Der Sohn Jens Lemvig Bull starb 1799 im Alter von zwei Wochen. 1800 wurde die Tochter Hanna Leganger Wexelsen Bull geboren. Ein Zwillingspaar starb noch vor der Taufe.
Während seiner Amtszeit sanken mehrere Handelsschiffe. 1801 erhielt er zudem die Nachricht, dass wegen eines drohenden Kriegs versorgungsmäßige Schwierigkeiten der Kolonien auftreten könnten. Kurz darauf fand die Seeschlacht von Kopenhagen statt, bei der englische Schiffe die dänische Hauptstadt angriffen. Ähnliche Konflikte zwischen den englischen Walfängern und den dänischen Handelsschiffen in Grönland blieben zum Glück jedoch aus. Die Schlacht hatte dennoch logistische Probleme zur Folge, was die Versorgungslage in Grönland stark verschlechterte.
1800 brach eine Pockenepidemie in Sisimiut aus, der fast alle Bewohner zum Opfer fielen. Im selben Jahr ermordeten zwei Geschwister ihre geisteskrank gewordene Mutter aus Furcht davor, selbst von dieser ermordet zu werden. Der Inspektor nahm sich der Sache an, obwohl Rechtsangelegenheiten zwischen Grönländern nicht zu seinem Aufgabengebiet gehörten, und ließ die beiden Mörder zur Abschreckung öffentlich anprangern.
Niels Rosing Bull galt als fähig und beliebt. Er war ein Unterstützer der dänischen Mission, aber ein Gegner der Herrnhuter Brüdergemeine. Die herrnhutischen Grönländer konnten im Gegensatz zu den dänischen nicht lesen und wie sein Vorgänger Claus Bendeke versuchte Bull sich auch gegen das Versammeln der Bevölkerung an den herrnhutischen Missionsplätzen zu wehren, da dies die Handelseinkünfte minderte. Sie litten aber auch so große Not, dass ihnen vom dänischen Handel geholfen werden musste, was für zusätzliche Ausgaben sorgte. Wie sein Vorgänger konnte aber auch er nichts gegen die Praxis der deutschen Missionare ausrichten.
1801 reichte Niels Rosing Bull einen Antrag auf Beurlaubung ein, der ihm am 8. April 1802 genehmigt wurde. Er sollte von Marcus Nissen Myhlenphort vertreten werden, mit dem er vermutlich eine familiäre oder freundschaftliche Beziehung hatte. Er hinterließ seinem Nachfolger eine ausführliche Beschreibung des gesamten Inspektorats.

### Spätes Leben
Nach seiner Ankunft in Europa ließ er sich in Molde nieder und reichte dort seinen Rücktritt ein, der ihm am 23. März 1803 genehmigt wurde, während Myhlenphort das Inspektorenamt fest übernahm. Bull bewarb sich als Zollbeamter in Molde, erhielt die Stelle aber nicht. Kurz darauf bekam die Familie ein weiteres Zwillingspaar. Der Sohn Jens Lemvig Bull starb kurz nach der Geburt, während der Sohn Johan Michael Meldal Bull (1803–1874) später eine Karriere als Zollbeamter einschlug. Am 9. Mai 1804 wurde auch Niels Rosing Bull zum Zoll- und Konsumptionsinspektor im dänischen Slagelse ernannt. Dort starb 1809 seine Tochter im Alter von rund sieben Jahren. Am 12. März 1811 wurde er zum Wirklichen Justizrat ernannt. 1812 wechselte er nach Aarhus, wo im Folgejahr auch seine Ehefrau starb. Am 1. November 1828 wurde er Etatsrat und am 28. Oktober 1836 wurde er zum Ritter des Dannebrogordens ernannt. Niels Rosing Bull starb 1841 in Aarhus im Alter von 81 Jahren. Er war bis zu seinem Tod im Zollwesen tätig gewesen.